# Cirolana grumula
Cirolana grumula là một loài chân đều trong họ Cirolanidae. Loài này được Bruce miêu tả khoa học năm 1994.